# Jack Nicholson
John Joseph Nicholson (Neptune City, 22 de abril de 1937) mais conhecido como Jack Nicholson é um ator, cineasta, produtor de cinema e roteirista norte-americano, amplamente considerado como um dos maiores atores da história. Foi indicado ao Oscar doze vezes, e ganhou o Oscar de melhor ator por duas: pelos filmes One Flew Over The Cuckoo's Nest e As Good As It Gets. Também ganhou o Oscar de melhor ator coadjuvante pelo filme de 1983, Terms of Endearment. Está empatado com Walter Brennan e Daniel Day-Lewis para a maioria das vitórias atuando por um ator do sexo masculino (três) e Meryl Streep (Kramer Vs. Kramer, Sophie's Choice e The Iron Lady), e segundo a Katharine Hepburn para a maioria das vitórias atuando em geral (quatro). Nicholson é conhecido por interpretar vilões como Jack Torrance em The Shining, Frank Costello em The Departed e o Coringa em Batman, entre outros.
Nicholson é um dos dois únicos atores que foi nomeado para um Oscar pela sua atuação em cada década desde os anos 1960 a 2000 (o outro é Michael Caine). Ele ganhou sete Globos de Ouro, e recebeu uma honra Kennedy Center, em 2001. Em 1994, ele se tornou um dos mais jovens atores a receber o Prêmio do American Film Institute Life Achievement.

## Biografia
Nicholson nasceu no Hospital Bellevue em Nova Iorque e cresceu em Neptune, Nova Jersey. Sua mãe, June Frances Nicholson (cujo nome artístico era June Nilson), de de origem irlandesa, inglesa, neerlandesa e galesa. Nicholson se identifica como irlandês. Não se sabe ao certo quem foi o pai de Jack Nicholson: June era artista (dançarina) e se casara com um homem que depois acabou descobrindo já ser casado, que trabalhava no mesmo meio que ela, o ítalo-americano Donald Furcillo (cujo nome artístico era Donald Rose). O casamento dos dois foi em Elkton, Estado de Maryland, em 16 de Outubro de 1936, com Furcillo se tornando bígamo. Furcillo se ofereceu para tomar conta de Jack quando ele nasceu mas a mãe de June, Ethel, insistiu para que o entregasse, pois queria que sua filha continuasse com a carreira de dançarina. Jack disse: "apenas Ethel e June sabiam, e nunca contaram a ninguém". Apesar de Donald Furcillo dizer ser pai de Nicholson e ter cometido bigamia ao se casar com June, a biografia de Patrick McGilligan, A Vida de Jack, publicada em dezembro de 1995, afirma que Eddie King, empresário de June, poderia ser o pai, além disso, outras fontes sugeriram que June Nicholson não estava certa sobre quem era o pai.
Assim, Jack cresceu acreditando que seus avós John (um decorador de janelas de loja de departamentos em Asbury Park, Nova Jersey) e Ethel May Nicholson, uma cabeleireira e tratadora cosmética, e artista amadora em Neptune, Nova Jersey, eram seus pais. Jack Nicholson escolheu não fazer um teste de DNA ou procurar saber sobre isso. Apesar de, pessoalmente, Nicholson ser contra o aborto, ele é a favor da liberdade de escolha.
Ele fez o curso médio em Manasquan High School, onde um prêmio dramático agora leva seu nome, em sua homenagem. Nicholson descobriu que seus pais eram na verdade seus avós, e sua irmã na verdade era sua mãe, apenas em 1974, após ser informado por um jornalista da Time que estava escrevendo sobre ele, enquanto filmava The Fortune. Nesta época, tanto sua mãe quanto sua avó já tinham falecido (em 1963 e 1970).
Em sua vida pessoal adulta, Nicholson é notório por ter tido muitos relacionamentos: Sabe-se que tem quatro filhos com três diferentes mães, apesar de ter se casado apenas uma vez. Seus filhos são Jennifer Nicholson (com sua agora ex-mulher Sandra Knight), Caleb Goddard (com Susan Anspach, co-estrela em Five Easy Pieces), e Lorraine e Raymond Nicholson (com Rebecca Broussard). Ele foi romanticamente ligado a várias atrizes e modelos por décadas. O relacionamento mais longo de Nicholson durou 17 anos, com a atriz Anjelica Huston, a filha do lendário diretor John Huston.

## Vida profissional

### Primeiros trabalhos

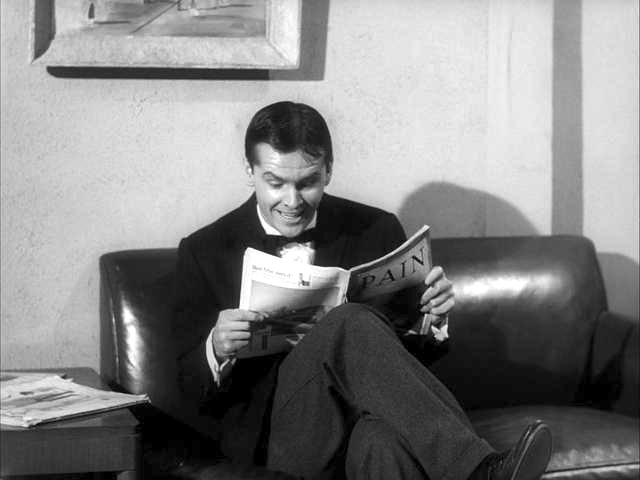
Nicholson como Wilbur Force in The Little Shop of Horrors (1960).

Nicholson começou sua carreira como ator, roteirista e produtor, trabalhando para e com Roger Corman. Isto incluiu sua estreia na tela, em The Cry Baby Killer (1958), onde ele fez o papel de um delinquente juvenil que entra em pânico após atirar em outros dois adolescentes, The Raven (br: O Corvo - 1963), versão cinematográfica do famoso conto de Edgar Allan Poe, com Vincent Price e Peter Lore, e The Little Shop of Horrors (br: A Pequena Loja de Horrores / pt: A Lojinha dos Horrores) de 1960, onde fez um pequeno papel como um paciente masoquista em um dentista.

### Ascensão à fama
Seu trabalho no roteiro lisérgico de The Trip, estrelada por Peter Fonda e Dennis Hopper, o levou a seu primeiro papel de sucesso em Easy Rider (br: Sem Destino), de 1969. No filme, Nicholson faz o advogado beberrão "George Hanson", pelo qual recebeu sua primeira indicação ao Oscar. Uma indicação/nomeação para Melhor Ator veio no ano seguinte, por seu papel em Five Easy Pieces (br: Cada Um Vive Como Quer / Destinos Opostos), de 1970, que inclui seu famoso diálogo com uma garçonete sobre o pedido de uma torrada a acompanhar a bebida, que a mulher nega, dizendo que esse pão só viria se fosse pedido um sanduíche de salada de frango (em pão de torrada). Ele então raivosamente pede o sanduíche de salada de frango sem "maionese, manteiga, alface e frango" a fim de obter o que quer, ou seja, apenas a torrada.
Outros trabalhos pelos quais ele é famoso incluem The Last Detail, de Hal Ashby (1973), Chinatown de Roman Polanski (1974), One Flew Over the Cuckoo's Nest (br: Um Estranho no Ninho, de Milos Forman (1975), pelo qual recebeu seu primeiro Oscar e The Shining (br: O Iluminado / pt: Shining), de Stanley Kubrick. Nicholson ganhou um prêmio da Academia de melhor ator (coadjuvante/secundário) por seu papel em Terms of Endearment (1983).
O Batman de 1989, onde Nicholson fez o papel do supervilão Coringa (Joker), foi um êxito internacional, e um contrato de porcentagem nos lucros deu a Nicholson cerca de 50 milhões de dólares. Nicholson mais tarde sugeriu ao amigo Danny DeVito que fizesse o "Pinguim" na sequência Batman Returns como investimento potencial.
Por seu papel como o impetuoso Coronel Nathan R. Jessep, em A Few Good Men (br: Questão de Honra / pt: Uma Questão de Honra), de 1992, um filme sombrio sobre um assassinato em uma unidade dos fuzileiros navais dos Estados Unidos, ele recebeu outra nomeação pela Academia. Este filme contém a cena de Nicholson onde ele diz "você não pode lidar com a verdade!", que desde então se tornou amplamente conhecida e imitada. Nicholson iria ganhar seu Oscar seguinte por seu papel como o neurótico no romântico As Good as It Gets (Melhor É Impossível), de 1997).

### 2002–2010

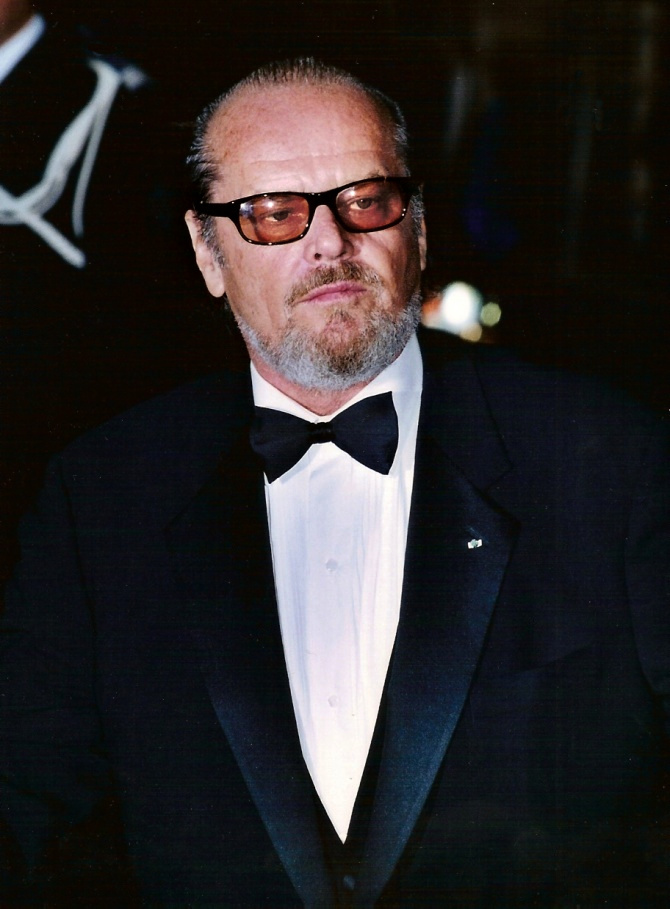
Jack Nicholson no Festival de Cannes em 2002.

Em About Schmidt (As Confissões de Schmidt), de 2002, Nicholson faz o papel de um vendedor de seguros aposentado de Omaha, Nebraska, que questiona a própria vida e a morte de sua mulher pouco depois. O filme lento e profundamente emocional, aparece contrastando com muitos de seus papéis anteriores. Na comédia Anger Management (br: Tratamento de Choque / pt: Terapia de Choque), ele faz o terapista agressivo que deve ajudar o pacifista Adam Sandler. Seu filme seguinte é Something's Gotta Give (Alguém Tem que Ceder), de 2003, como um "mauricinho" envelhecido, que se apaixona pela mãe de sua jovem namorada.
Nicholson retornou à sua forma vilanesca como o chefe durão da máfia irlandesa de Boston, controlando Matt Damon e Leonardo DiCaprio no filme de Martin Scorsese The Departed (2006) (br: Os Infiltrados / pt: Entre Inimigos). Em 2007, Nicholson, juntamente com Morgan Freeman, protagonizou o filme The Bucket List (br: Antes de Partir / pt: Nunca É Tarde Demais). Em 2008 quando soube que Heath Ledger, o novo intérprete do Coringa faleceu de overdose, em um tom bem sarcástico disse: "Eu o avisei".
Em 2017, surgiram rumores que Nicholson iria sair da "aposentadoria" para fazer um remake do filme Toni Erdmann, após 7 anos sem atuar (seu último filme foi em 2010), porém essa aparição não aconteceu.

### Honras

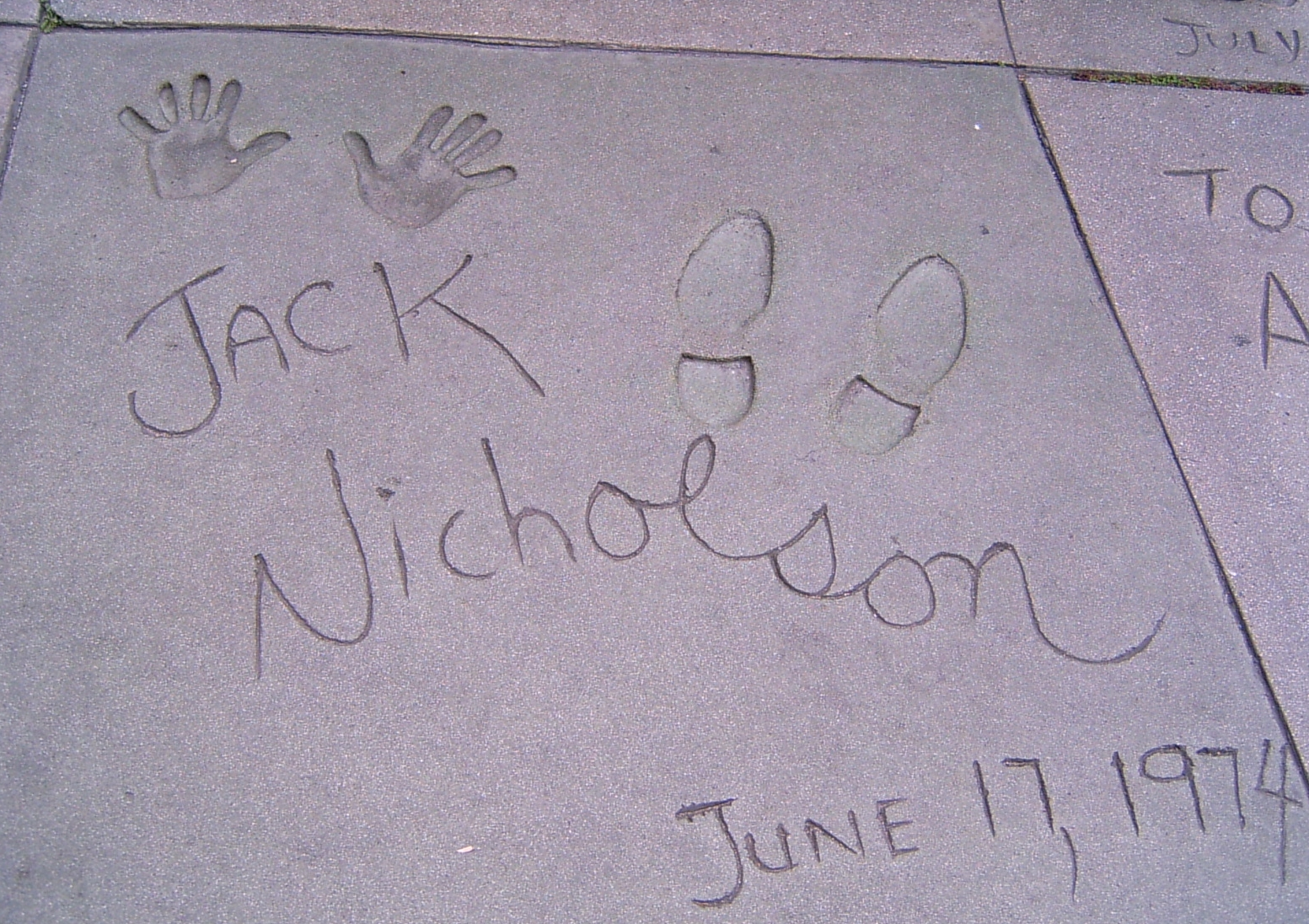
Marcas das mãos e pés de Jack Nicholson no Grauman's Chinese Theatre.

Nessa altura o governador da Califórnia, Arnold Schwarzenegger e a primeira-dama Maria Shriver anunciou em 28 de maio de 2008 que Nicholson seria introduzido no California Hall of Fame, localizado no The California Museum for History, Women and the Arts. A cerimônia de posse ocorreu em 15 de dezembro de 2008, onde foi empossado juntamente com outros 11 californianos lendários.
Em 2010, Nicholson foi introduzido no New Jersey Hall of Fame.
Em 2011, Nicholson recebeu um título honorário de Doctor of Fine Arts da Universidade Brown. Na cerimônia, Ruth Simmons, presidente da universidade, chamou-o de "o ator mais qualificado de nossa vida".

### Prêmios
Com doze indicações (oito de Melhor Ator e quatro de Melhor Ator Coadjuvante), Jack Nicholson é o ator mais indicado do sexo masculino no Oscar. Apenas Nicholson e Michael Caine foram nomeados para um Oscar de atuação (de liderança ou de suporte) em cinco décadas diferentes: 1960, 1970, 1980, 1990  e 2000. Com três vitórias no Oscar, ele também está empatado com Walter Brennan e Daniel Day-Lewis para o número mais elevado de vitórias no Oscar em categorias de atuação do sexo masculino (todos de vitórias de Brennan, no entanto, foram de Melhor Ator Coadjuvante, enquanto as de Day-Lewis foram de Melhor Ator Principal).
Na 79ª Entrega do Óscar, Nicholson tinha totalmente raspado seus cabelos por seu papel em The Bucket List. As cerimônias representavam a sétima vez em que ele apresentou o Oscar de Melhor Filme (1972, 1977, 1978, 1990, 1993, 2006 e 2007). Nicholson é um membro ativo e votantes do Oscar. Durante a última década, ele tem participado de quase todas as cerimônias, seja nomeado ou não, sentado na primeira fila.

## Filmografia

### Prêmios
- Ganhou dois Oscars de melhor ator, por One Flew Over The Cuckoo's Nest (br: Um Estranho no Ninho), de 1975, e As Good As It Gets (br: Melhor é Impossível), de 1997.
- Ganhou um Oscar de melhor ator coadjuvante por Terms of Endearment (br: Laços de Ternura), de 1983.
- Ganhou três Globo de Ouro de melhor ator - drama, por Chinatown (filme), de 1974, por One Flew Over the Cuckoo's Nest (br: Um Estranho no Ninho), de 1975 e About Schmidt (br: As Confissões de Schmidt)
- Ganhou dois Globo de Ouro de melhor ator - comédia ou musical, por As Good As It Gets (br: Melhor É Impossível) e Prizzi's Honor (br: A honra do poderoso Prizzi)
- Ganhou um Globo de Ouro de melhor ator coadjuvante por Terms of Endearment (br: Laços de Ternura), entre muitos outros prêmios